# Сівцов Микола Пилипович
Микола Пилипович Сівцов (18 травня 1942, село Дзержинівка, тепер село Іверське Солонянського району Дніпропетровської області — після 1994) — український діяч, голова колгоспу імені Енгельса Солонянського району Дніпропетровської області. Народний депутат України 1-го скликання.

## Біографія
Народився у селянській родині.
З 1960 року — колгоспник колгоспу «Росія» Солонянського району; вчитель Миколо-Мусіївської восьмирічної школи Дніпропетровської області; бригадир, агроном, заступник голови колгоспу імені Енгельса Солонянського району Дніпропетровської області.
Член КПРС з 1971 до 1991 року.
Закінчив Дніпропетровський сільськогосподарський інститут, вчений агроном.
У 1976—1994 роках — голова колгоспу імені Фрідріха Енгельса села Наталівка Солонянського району Дніпропетровської області.
4.03.1990 обраний народним депутатом України, 1-й тур, 53,25 % голосів, 2 претенденти. Входив до групи «Злагода-Центр», групи «Земля і воля». Член Комісії ВР України з питань відродження та соціального розвитку села.

## Нагороди та звання
- орден «Знак Пошани»
- медалі